# Tempesta d'espases
Tempesta d'espases (en anglès: A Storm of Swords) és la tercera novel·la de la sèrie Cançó de gel i de foc, de l'autor estatunidenc George R. R. Martin. Va aparèixer en anglès el 2000. La traducció al català per Inma Estany, Esther Roig i Anna Llisterri va parèixer el març del 2012.
Amb més de mil pàgines, aquesta novel·la és la més llarga de tota la sèrie, per això els editors van decidir publicar-la en parts, per exemple al Regne Unit va dividir-se en dues parts i a França en quatre.

## Argument
Tempesta d'espases reprèn la història on acaba la novel·la precedent Xoc de reis. Els Set Regnes estan immersos en l'anomenada Guerra dels Cinc Reis, amb Robb Stark, Balon Greyjoy, Joffrey Baratheon, Stannis Baratheon i Renly Baratheon lluitant per consolidar llurs corones.
L'intent de Stannis Baratheon de prendre la ciutat de Port Reial fracassa a causa de la nova aliança entre la Casa Lannister, la Casa Tyrell i la Casa Martell, tot i que els exèrcits de la Casa Martell no han participat en la lluita. Sansa Stark és obligada a casar-se amb Tyrion Lannister, ja que així, les propietats dels Stark podrien passar a mans dels Lannister. En Joffrey Batatheon es casa amb la Margaery Tyrell per tal de segellar l'aliança. Durant la celebració del matrimoni, en el festí, el rei és enverinat i mor. Amb l'ajuda de ser Dontos, Sansa desapareix del festí i puja en un vaixell, juntament amb el Ditpetit, que la portarà al Niu d'Àligues perquè pugui estar segura. En Tyrion és acusat d'haver comès l'assassinat i és empresonat i jutjat. Al final, hi ha un judici per combat. Ser Gregor Clegane combat per a la reina Cersei i Oberyn Martell per a Tyrion. En el combat surt victoriós ser Gregor i Tyrion és condemnat a mort. Una nit abans de la seva execució, el seu germà Jamie amb l'ajuda de Varys l'alliberen, però en comptes de fugir directament, en Tyrion va a buscar el seu pare per a venjar-se del maltracte que sempre ha rebut per part seva, i el mata amb dues fletxes de ballesta. Al Niu d'Àligues la Lysa Arryn, és empesa precipici avall pel seu marit, Ditpetit, just després de confessar que va ser ella qui va enverinar en Jon Arryn, Mà del Rei. Mentrestant, més enllà del Mur, en Jon Neu continua amb l'exèrcit dels salvatges, tal com li va ordenar en Qhorin Mitjamà. Allà coneix en Mance Ryder, un antic desertor de la Guàrdia de la Nit, ara proclamat Rei-de-més-enllà-del-Mur, que ha unit totes les races dels pobles lliures per tal de travessar el Mur. En Jon Neu entra a formar part d'un grup que té la missió d'escalar el Mur i travessar-lo. Quan ja són a la banda Sud, en Jon escapa cap al Castell Negre per avisar els seus germans de l'imminent atac. Les defenses del Castell són molt minses, ja que gran part de l'expedició que va marxar cap al Nord, va ser atacada al Puny dels Primers Homes, per un exèrcit de caminants blancs. Només uns pocs, com en Samwell Tarly i en Jeor Mormont aconsegueixen escapar i arribar a la Torre d'en Craster, on hi ha una conspiració i el Comandant de la Guàrdia de la Nit, Jeor Mormont, és assassinat pels seus propis germans. En mig de la bogeria de la batalla, en Sam aconsegueix fugir amb una de les filles d'en Craster i emprendre el viatge de tornada al Mur, en el qual aconseguirà abatre amb un tros de videdrac a un caminant blanc, i rebrà l'ajuda del misteriós Mansfredes. Amb la poca guarnició del Castell Negre, els germans de la Guàrdia de la Nit aconseguixen aturar l'exèrcit dels salvatges en una batalla molt cruel en que participen mamuts i gegants per part del poble lliure. En la batalla Ygritte mor. Al llunyà est, Daenerys Targaryen torna a Pentos amb l'esperança de trobar i mobilitzar prou forces per recuperar el Tron de Ferro.

## Personatges
La història de Tempesta d'espases és narrada des del punt de vista de nou personatges principals, més dos de secundaris, un apareixent al pròleg i l'altre a l'epíleg:
- Pròleg: Chett, membre de la Guàrdia de la Nit.
- Ser Jaime Lannister, primogènit d'en Tywin Lannister, fet presoner del Rei al Nord, a Aigüesvives.
- Jon Neu, fill bastard de n'Eddard Stark i germà jurat de la Guàrdia de la Nit.
- Lady Catelyn Stark, del Casal Tully, vídua d'en Lord Eddard Stark, senyor d'Hivèrnia.
- Tyrion Lannister, el fill més jove d'en Tywin Lannister, germà nan d'en Ser Jaime Lannister i na Cersei Lannister.
- Princesa Sansa Stark, filla gran de n'Eddard i de na Catelyn Stark, presonera del Rei al Tron de Ferro a Port Reial.
- Princesa Arya Stark, la filla petita de n'Eddard i na Catelyn Stark. Desapareguda, tots la creuen morta.
- Príncep Brandon Stark, segon fill de n'Eddard Stark i na Catelyn Stark. Invàlid després d'una caiguda, creuen que és mort.
- Samwell Tarly, el fill gras i covard del senyor Tarly. Germà jurat de la Guàrdia de la Nit, també era l'antic hereu de Turó Corn.
- Ser Davos Seaworth, un contrabandista convertit en cavaller al servei del rei Stannis Baratheon.
- La reina Daenerys Targaryen, filla de la Tempesta, de la dinastia Targaryen.
- Epíleg: Merrett, del Casal Frey.